# ويدركيهر فيليج
ويدركيهر فيليج (بالإنجليزية: Wiederkehr Village, Arkansas)‏ هي مدينة تقع في مقاطعة فرانكلين، أركنسو بولاية أركنساس في الولايات المتحدة. تبلغ مساحة هذه المدينة 10.7 (كم²)، وترتفع عن سطح البحر 165 م، بلغ عدد سكانها 46 نسمة في عام 2000 حسب إحصاء مكتب تعداد الولايات المتحدة.

## وصلات خارجية
- The US50 - Cities and Towns in Arkansas State
- 2012 United States Census Estimate